# Большой Зеленец (остров, Ненецкий автономный округ)
Большо́й Зелене́ц — необитаемый остров на юго-востоке Печорского моря в Ненецком автономном округе.

## География
Расположен на юго-восточной окраине Печорского моря при входе в Хайпудырскую губу. Находится между островами Долгий на севере и Малый Зеленец на юге. Юго-западнее примерно в восьми километрах расположен полуостров Медынский Заворот с одноимённым мысом.
На острове множество озёр, два крупнейших из которых — горько-солёные. Вдоль западного берега находятся осыхающие камни. Глубина прилегающей акватории — 2—43 метра.